# Czechówka (Szczebel)
Czechówka (721 m) – najdalej na zachód wysunięty wierzchołek w masywie Szczebla w Beskidzie Wyspowym. Przebiega przez niego granica między miejscowościami Lubień i Tenczyn w województwie małopolskim, w powiecie myślenickim, w gminie Lubień. Jest to szczyt o niewielkiej wybitności.
Czechówka jest całkowicie porośnięta lasem. W dolną część jej zboczy wcinają się dolinki potoków uchodzących do Raby lub do Tenczynki.

## Szlak turystyczny
Lubień – Czechówka – Szczebel. Odległość 5,4 km, suma podejść 620 m, czas przejścia 2 godz. 45 min, z powrotem 1 godz. 45 min.
W 2008 r. szlak ten został zamknięty z powodu budowy drogi ekspresowej.